# مارك كينسر
مارك كينسر (بالإنجليزية: Mark Kinser)‏ هو سائق سباق أمريكي، ولد في 5 مايو 1964.

## وصلات خارجية
- مارك كينسر على موقع Racing-Reference.info (الإنجليزية)
- مارك كينسر على موقع DriverDB.com (الإنجليزية)